# Северный (Павловский район)
Северный — посёлок в Павловском районе Краснодарского края.
Административный центр Северного сельского поселения.

## География

### Улицы
| - ул. 8 Марта, - ул. Комсомольская, - ул. Кубанская, - ул. Молодёжная, - ул. Октябрьская, - ул. Парковая, - ул. Первомайская, | - ул. Почтовая, - ул. Рабочая, - ул. Садовая, - ул. Степная, - ул. Школьная, - ул. Юбилейная |

## Население
| 2002 | 2010  |
| ---- | ----- |
| 1075 | ↗1190 |